# Asteasu
Asteasu – gmina w Hiszpanii, w prowincji Guipúzcoa, w Kraju Basków, o powierzchni 16,76 km². W 2011 roku gmina liczyła 1512 mieszkańców.